# Пилипенко Іван Ісакович
Пилипенко Іван Ісакович (* 16 жовтня 1937, с. Чорна Кам'янка, Черкаська область — † 1 серпня 2014, Київ) — президент всеукраїнської професійної громадської організації «Спілка аудиторів України», член Аудиторської палати України, заслужений економіст України, академік Академії економічних наук, доктор економічних наук, професор, ректор Національної академії статистики, обліку та аудиту Держкомстату України.

## З життєпису
1965 — закінчив Українську сільськогосподарську академію за спеціальністю «Економіка та організація сільського господарства».
Автор понад 100 наукових праць, присвячених актуальним питанням розвитку економіки, статистики, обліку та аудиту. Член редколегії багатьох журналів. За останні роки видав низку навчальних посібників для студентів вищих навчальних закладів, зокрема: «Цінні папери в Україні»(2001), «Основи бухгалтерського обліку за міжнародними стандартами» (2001), «Економічний аналіз в аудиті фінансової звітності» (2002), «Аудит. Методика документування» (2003), «Фінанси» (2004) «Нерухомість України» (2005), «Стандарти аудиту та етики» (2007) та ін.
Нагороджений орденом Жовтневої революції, двома орденами Трудового Червоного прапора, 4 медалями (серед яких срібна Георгіївська медаль «Честь. Слава. Труд») та найбільшою відзнакою Києва — нагрудним знаком «Знак пошани».